# Opytne (rejon bachmucki)
Opytne (ukr. Опитне) – osiedle na Ukrainie, w obwodzie donieckim, w rejonie bachmuckim. W 2001 liczyło 1983 mieszkańców, spośród których 884 posługiwało się językiem ukraińskim, 1082 rosyjskim, 2 białoruskim, 11 ormiańskim, a 4 innym.